# Iglesia de San Miguel Arcángel (Arcos de la Llana)
La iglesia de San Miguel Arcángel es un templo católico de la localidad española de Arcos de la Llana, en la provincia de Burgos.

## Descripción
La torre consta de una base cuadrada de piedra, que en muy alta, tanto o más que la parte mudéjar que está encima. Esta parte fue una torre-fortaleza, de origen románico, perteneciente a la iglesia primitiva. La habrían edificado constructores cristianos.
Más tarde se implantó sobre la base románica la torre mudéjar hecha de ladrillo, construida por alarifes, que eran maestros de albañilería mudéjar. Se decía de ellos que eran “maestros del arte de la construcción”. Se les encargan muchas obras públicas. Alfonso X manda al gremio de los alarifes el cuidado y conservación de las murallas de Alcalá de Henares en la segunda mitad del siglo XIII. Su situación de vencidos y el tipo de construcción con ladrillo, los transforma en una mano de obra barata; además eran más rápidos en la construcción que los constructores cristianos que trabajaban con piedra. Las estructuras arquitectónicas y los materiales son modestos, pero logran un gran realce mediante el trabajo ornamental del ladrillo, yeso o madera.

## Torre
La torre mudéjar de Arcos, del siglo XIV, está construida en ladrillo. Es cuadrada y se asienta sobre un cuerpo románico de piedra de gran altura, mayor que la parte mudéjar. Los muros de esta base cuadrada están formados por recias piedras de sillería capaces de soportar la “débil” torre de ladrillo. La parte mudéjar cuenta con tres niveles de arcos de herradura, ligeramente apuntados. Cada fachada cuenta con nueve arcos divididos en tres niveles, a excepción de la fachada sur que cuenta con ocho arcos, dos en el primer nivel y tres en los otros dos niveles restantes. En total tiene 35 ventanales. 
En 2007 se hizo la restauración de la torre y se sustituyó el 30% de los ladrillos exteriores, pues estaban deteriorados. Las obras abarcaron el interior, con el cambio de gran parte de la estructura de madera y exterior de la torre. Se quitó el reloj exterior (si bien la maquinaria sigue dentro). Se quitó el nido de la cigüeña y se arregló el tejadillo. Se hizo una inversión de 159.000 €, gestionada por el sacerdote párroco Javier Gómez Oña.
Las dos ventanas-arcos inferiores de la fachada del este son más grandes que los del resto de la torre, con la finalidad de ser utilizados para meter y sacar por ellos las campanas del interior de la torre, que por los otros arcos no cabían. Las campanas periódicamente se arreglaban, refundían o hacían nuevas. Había colocadas dos campanas en las ventanas-arco de la cara norte de la torre y en las últimas obras de restauración se metieron dentro de la torre. Las dos campanas grandes son de principios del siglo XIX y las dos más pequeñas, de la segunda mitad del siglo XVIII. Desde muy antiguo hubo reloj en la torre mudéjar. Los gastos originados por el reloj y por las campanas eran pagados conjuntamente por el concejo y la parroquia, dado que los usos de ambos elementos eran compartidos. La campana que hacía sonar los toques del reloj, con la antigua maquinaria, es la que está encima del tejado de la torre. 
La cornisa de piedra de la torre se puso en los primeros años del siglo XIX, tras derrumbarse la existente anteriormente, que seguramente sería de ladrillo.
- Datos: Q76337258
- Multimedia: Iglesia de San Miguel Arcángel, Arcos de la Llana / Q76337258